# USS Sea Cat (SS-399)
USS Sea Cat (SS/AGSS-399) là một  tàu ngầm lớp Balao được Hải quân Hoa Kỳ chế tạo trong Chiến tranh Thế giới thứ hai. Nó là chiếc tàu chiến duy nhất của Hải quân Hoa Kỳ được đặt cái tên này, theo tên thể rút gọn của họ Cá úc (Sea Catfish). Nó đã phục vụ trong suốt Thế Chiến II và thực hiện được bốn chuyến tuần tra, tự nhận đã đánh chìm ba tàu buôn với tổng tải trọng khoảng 17.000 tấn, nhưng không được công nhận sau chiến tranh. Sau khi xung đột chấm dứt nó được xếp lại lớp như một "tàu ngầm phụ trợ" AGSS-399 và được nâng cấp trong khuôn khổ Chương trình Ống hơi Hạm đội để tiếp tục phục vụ trong giai đoạn Chiến tranh Lạnh cho đến năm 1968. Con tàu cuối cùng bị bán để tháo dỡ vào năm 1973. Sea Cat được tặng thưởng ba Ngôi sao Chiến trận do thành tích phục vụ trong Thế Chiến II.

## Thiết kế và chế tạo
Thiết kế của lớp Balao được cải tiến dựa trên  tàu ngầm lớp Gato dẫn trước, là một kiểu tàu ngầm hạm đội có tốc độ trên mặt nước cao, tầm hoạt động xa và vũ khí mạnh để tháp tùng hạm đội chiến trận. Khác biệt chính so với lớp Gato là ở cấu trúc lườn chịu áp lực bên trong dày hơn, và sử dụng thép có độ đàn hồi cao (HTS: High-Tensile Steel), cho phép lặn sâu hơn đến 400 ft (120 m). Con tàu dài 311 ft 9 in (95,02 m) và có trọng lượng choán nước 1.526 tấn Anh (1.550 t) khi nổi và 2.424 tấn Anh (2.463 t) khi lặn. Chúng trang bị động cơ diesel dẫn động máy phát điện để cung cấp điện năng cho bốn động cơ điện, đạt được công suất 5.400 shp (4.000 kW) khi nổi và 2.740 shp (2.040 kW) khi lặn, cho phép đạt tốc độ tối đa 20,25 hải lý trên giờ (37,50 km/h) và 8,75 hải lý trên giờ (16,21 km/h) tương ứng. Tầm xa hoạt động là 11.000 hải lý (20.000 km) khi đi trên mặt nước ở tốc độ 10 hải lý trên giờ (19 km/h) và có thể hoạt động kéo dài đến 75 ngày.
Tương tự như lớp Gato dẫn trước, lớp Balao được trang bị mười ống phóng ngư lôi 21 in (530 mm), gồm sáu ống trước mũi và bốn ống phía phía đuôi tàu, chúng mang theo tối đa 24 quả ngư lôi. Vũ khí trên boong tàu gồm một hải pháo 4 inch/50 caliber, một khẩu pháo phòng không Bofors 40 mm nòng đơn và một khẩu đội Oerlikon 20 mm nòng đôi, kèm theo hai súng máy .50 caliber. Trên tháp chỉ huy, ngoài hai kính tiềm vọng, nó còn trang bị ăn-ten radar SD phòng không và SJ dò tìm mặt biển. Tiện nghi cho thủy thủ đoàn bao gồm điều hòa không khí, thực phẩm trữ lạnh, máy lọc nước, máy giặt và giường ngủ cho hầu hết mọi người, giúp họ chịu đựng cái nóng nhiệt đới tại Thái Bình Dương cùng những chuyến tuần tra kéo dài đến hai tháng rưỡi.
Sea Cat được đặt lườn tại Xưởng hải quân Portsmouth ở Kittery, Maine vào ngày 30 tháng 10, 1943. Nó được hạ thủy vào ngày 21 tháng 2, 1944, được đỡ đầu bởi bà E. L. Cochrane, và được cho nhập biên chế cùng Hải quân Hoa Kỳ vào ngày 16 tháng 5, 1944 dưới quyền chỉ huy của Hạm trưởng, Trung tá Hải quân Rob Roy McGregor.

## Lịch sử hoạt động

### 1944
Sau khi hoàn tất việc chạy thử máy huấn luyện ngoài khơi vùng biển New England, Sea Cat khởi hành từ Căn cứ Tàu ngầm Hải quân New London vào ngày 28 tháng 8, 1944 để đi sang khu vực Thái Bình Dương ngang qua kênh đào Panama, và đi đến Trân Châu Cảng. Nó tiếp tục được huấn luyện và thực hành ngư lôi tại vùng biển Hawaii.

#### Chuyến tuần tra thứ nhất
Khởi hành từ Trân Châu Cảng vào ngày 28 tháng 10 cho chuyến tuần tra đầu tiên trong chiến tranh, Sea Cat đi đến các căn cứ Midway và Saipan để tiếp thêm nhiên liệu trước khi hướng sang khu vực tuần tra tại biển Đông. Tại đây nó hoạt động trong thành phần một đội tấn công phối hợp ("Bầy sói") vốn còn bao gồm các tàu ngầm Pampanito (SS-383), Pipefish (SS-388) và Searaven (SS-196). Trong chuyến tuần tra này, Sea Cat đã phóng ngư lôi tấn công hai tàu buôn lớn với tổng tải trọng khoảng 15.000 tấn, và hạm trưởng tin rằng đã đánh chìm được cả hai. Tuy nhiên tài liệu thu được từ phía Nhật Bản sau chiến tranh không thể xác nhận chiến công này. Sau hơn hai tháng trên biển, chiếc tàu ngầm quay trở về Guam để tái trang bị.

### 1945

#### Chuyến tuần tra thứ hai
Trong chuyến tuần tra thứ hai từ ngày 1 tháng 2 đến ngày 24 tháng 3, 1945, Sea Cat hoạt động trong biển Hoa Đông phối hợp cùng một "Bầy sói" bao gồm các tàu ngầm Segundo (SS-398) và Razorback (SS-394). Ngoài khơi bờ biển đảo Kyūshū, nó dùng hải pháo bắn hư hại một tàu chở hàng nhỏ khoảng 300 tấn, và tấn công một tàu buôn khoảng 2.000 tấn. Cho dù nó tự nhận đã đánh chìm mục tiêu thứ hai bằng ngư lôi, một lần nữa ghi chép của phía Nhật Bản thu được sau chiến tranh không thể xác nhận điều này. Nó kết thúc chuyến tuần tra khi quay trở về căn cứ Midway.

#### Chuyến tuần tra thứ ba
Lên đường vào ngày 27 tháng 4 cho chuyến tuần tra thứ ba tại khu vực Hoàng Hải, Sea Cat hoạt động cùng với sáu tàu ngầm khác để càn quét tàu bè đối phương. Nó phá hủy một tàu khoảng 400 tấn bằng hải pháo, vớt được hai người sống sót từ con tàu đắm để thẩm vấn trước khi quay trở về Trân Châu Cảng vào ngày 25 tháng 6.

#### Chuyến tuần tra thứ tư
Lên đường vào ngày 6 tháng 8 cho chuyến tuần tra cuối cùng trong chiến tranh, Sea Cat chỉ vừa đi đến khu vực tuần tra tại quần đảo Kuril khi Nhật Bản chấp nhận đầu hàng vào ngày 15 tháng 8, giúp chấm dứt vĩnh viễn cuộc xung đột. Nó được lệnh hướng về các đảo chính quốc Nhật Bản, và đã có mặt trong vịnh Tokyo khi diễn ra lễ ký kết văn kiện đầu hàng vào ngày 2 tháng 9. Sau đó nó lên đường hướng đến quần đảo Mariana, đi đến Guam vào ngày 7 tháng 9. Sau chặng dừng ngắn tại Apra Harbor, nó lên đường quay trở về Hoa Kỳ.

### 1946 - 1968
Sau những hoạt động thường lệ tại khu vực San Diego, Sea Cat đi đến Xưởng hải quân Mare Island vào ngày 15 tháng 4, 1946 để được đại tu. Khi công việc hoàn tất vào ngày 26 tháng 7, nó quay trở lại San Diego, rồi khởi hành vào ngày 12 tháng 8 cho một chuyến tuần tra chiến tranh mô phỏng. Chiếc tàu ngầm lần lượt viếng thăm Hawaii; đảo Canton; Swains và Atafu, Samoa; cùng Thanh Đảo và Thượng Hải, Trung Quốc trước khi quay trở về vùng bờ Tây.
Được điều động sang phục vụ cùng Hạm đội Đại Tây Dương, Sea Cat đi đến Balboa, Panama vào ngày 12 tháng 1, 1947, và hoạt động từ căn cứ này trong suốt hai năm rưỡi tiếp theo, cho đến khi chuyển cảng nhà đến Key West, Florida vào tháng 6, 1949. Con tàu được xếp lại lớp như một "tàu ngầm phụ trợ" và mang ký hiệu lườn mới AGSS-399 vào ngày 30 tháng 9, 1949. Nó đi đến Xưởng hải quân Philadelphia vào ngày 7 tháng 11 để được cải biến và nâng cấp, và khi công việc hoàn thành vào ngày 11 tháng 3, 1950, nó quay trở lại Key West ngang qua New London.
Sau các hoạt động huấn luyện thường lệ, Sea Cat lại đi đến Xưởng hải quân Philadelphia vào ngày 15 tháng 1, 1952 để được nâng cấp trong khuôn khổ Chương trình Ống hơi Hạm đội. Con tàu được xếp lại lớp và quay trở lại ký hiệu lườn cũ SS-399 vào ngày 9 tháng 1, 1952. Khi công việc hoàn tất, nó rời Philadelphia vào ngày 26 tháng 6 để quay trở lại Key West.
Trong suốt quãng đời hoạt động còn lại, Sea Cat dành phần lớn thời gian để thực hành tại vùng biển Caribe, vịnh Mexico và dọc bờ biển Đông Nam Hoa Kỳ. Vào tháng 7, 1966, nó vượt Đại Tây Dương cho một lượt biệt phái hoạt động kéo dài bốn tháng cùng Đệ Lục hạm đội tại Địa Trung Hải, rồi quay trở về cảng nhà Key West vào ngày 30 tháng 10.
Sea Cat được cho xuất biên chế vào ngày 2 tháng 12, 1968, đồng thời rút tên khỏi danh sách Đăng bạ Hải quân cùng ngày hôm đó. Con tàu cuối cùng bị bán để tháo dỡ vào ngày 18 tháng 5, 1973.

## Phần thưởng
Sea Cat được tặng thưởng ba Ngôi sao Chiến trận do thành tích phục vụ trong Thế Chiến II.
|  |                                         |  |
|  | Bronze star · Bronze star · Bronze star |  |

| Dãi băng Hoạt động Tác chiến  |                                                                         |                                      |
| Huân chương Chiến dịch Hoa Kỳ | Huân chương Chiến dịch Châu Á-Thái Bình Dương với 3 Ngôi sao Chiến trận | Huân chương Chiến thắng Thế Chiến II |